# 3-Nitrofenol
3-Nitrofenol, m-nitrofenol ou 3-hidróxinitrobenzeno. É um composto orgânico formulado em C6H5NO4. É um nitrofenol, um dos três isômeros de posição no anel benzênico, tendo um hidrogênio, dos dois hidrogênios meta do fenol, substituído por um grupo nitro. É um sólido cristalino incolor a amarelo pálido-amarelo claro. É mais denso que a água, é insolúvel nela.

Meta-nitrofenol é um nitro-aromático, um poluente ambiental. O 3-nitrofenol apresenta relativa toxicidade. É um intermediário na síntese orgânica. Usado como fungicida e como grupo de saída de pesticidas (Bayer 45515) e herbicidas(TL-948). Usado como químico indicador de meio básico. É hidrogenado para formar m-aminofenol e m-nitroanilina. 